# 1931 год в истории железнодорожного транспорта
1931 год в истории железнодорожного транспорта

## События
- Июнь — в Ирландии, на железной дороге County Donegal Railways Joint Committee (en) с шириной колеи 914 мм автомотриса, оснащённая дизельным двигателем, начинает осуществлять регулярные пассажирские перевозки.
- 9 июня — в 01.30 ночи из Ленинграда в Москву отправился первый скорый фирменный поезд «Красная стрела». Время в пути 9 часов 45 минут[1].
- 15 июня — принято решение о строительстве Московского метрополитена[2].
- 12 сентября — неподалёку от Бухареста, взрывным устройством, установленным венгерскими фашистами, разрушен виадук во время прохождения по нему «Восточного экспресса». В результате вагоны поезда упали в овраг, двадцать человек погибли. Находившаяся в поезде известная французская певица и танцовщица Джозефин Бейкер англ. Josephine Baker (en) выжила и для успокоения других пассажиров дала импровизированый концерт.
- Организован Ташкентский институт инженеров железнодорожного транспорта.
- В СССР на новом подвижном составе началась установка автоматических тормозов с воздухораспределителем конструкции И. К. Матросова.[3]

## Новый подвижной состав
- В СССР Луганский паровозостроительный завод выпустил первый паровоз серии ФД.
- В Германии на заводах Круппа освоен выпуск танк-паровозов серии Tk.
- В США на заводах компании Baldwin по заказу НКПС выпущены опытные паровозы серии Тб.
- В США на заводах компании ALCO по заказу НКПС выпущены опытные паровозы серии Та.